# 산청·함양 양민 학살 사건

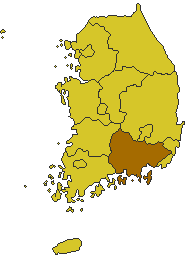

산청・함양 양민학살 사건 (山清・咸陽良民虐殺事件)은 1951년 2월 7일 경상남도 산청군・함양군 주민에게 공비에 협력했다는 이유로 대한민국 국군에 의해 일어난 민간인 대량학살 사건이다. 이 학살로 약 700여 명의 민간인이 피살당했다.
이 사건은 경상남도 산청군에서 발생한 지리산 외공 양민 학살 사건과는 다른 사건이다.

## 같이 보기
- 보도연맹 사건
- 제주 4·3 사건
- 거창 사건
- 여수·순천 사건
- 노근리 양민 학살 사건
- 문경 양민 학살 사건